# Kulików (województwo lubelskie)
Kulików – wieś w Polsce położona w województwie lubelskim, w powiecie zamojskim, w gminie Sułów.
| SIMC    | Nazwa    | Rodzaj    |
| ------- | -------- | --------- |
| 0899667 | Brzezina | część wsi |

Mikołaj Zamoyski (1472–1532, był sekretarzem królewskim, referendarzem dworu królewskiego i kanonikiem krakowskim) w roku 1527 darował bratu Feliksowi (+ 1535) Kulików, który ten sprzedał za 1000 zł Stanisławowi Kmicie, dziedzicowi Szczebrzeszyna.
W latach 1975–1998 miejscowość administracyjnie należała do województwa zamojskiego.
Wieś jest sołectwem w gminie Sułów. Według Narodowego Spisu Powszechnego z roku 2011 wieś liczyła 90 mieszkańców.
Wierni Kościoła rzymskokatolickiego należą do parafii św. Maksymiliana Marii Kolbego w Deszkowicach.